# Saviñao
Saviñao (en gallego y oficialmente, O Saviñao) es un municipio español situado en el suroeste de la provincia de Lugo, en la comunidad autónoma de Galicia, con capital en la villa de Escairón. Pertenece a la comarca de la Tierra de Lemos y al partido judicial de Monforte de Lemos, y además forma parte de la Ribeira Sacra.
Cuenta con una población de 3488 habitantes (INE 2024). El núcleo más poblado es la villa de Escairón, que ostenta la capitalidad municipal, con 860 habitantes.
El límite físico por el oeste del municipio lo constituye el río Miño, en cuyas riberas se cultivan viñedos formando terrazas o bancales que forman parte de la denominación de origen Ribeira Sacra.

## Toponimia
Su etimología viene de Sabinianum, que a su vez proviene de Sabinus, nombre romano derivado de un nombre étnico que se refería a una antigua tribu rival de los primeros habitantes de Roma, los sabinos. Sería entonces por tanto un antropónimo que alude a un antiguo poseedor. 
En gallego y oficialmente desde 1985, el término es conocido como O Saviñao, si bien en las fuentes medievales no se recoge el artículo.

## Geografía

### Localización
El municipio de Saviñao tiene una superficie de 196,55 km² y está integrado en la comarca de Tierra de Lemos, situándose a 64 kilómetros de la capital provincial, Lugo. El término municipal es atravesado por las carreteras CG-2.1 y LU-533 que lo conectan con Monforte de Lemos y Chantada.
El término municipal limita con los municipios de:
| Noroeste: Taboada  | Norte: Taboada | Nordeste: Paradela         |
| Oeste: Chantada    |                | Este: Bóveda               |
| Suroeste: Chantada | Sur: Pantón    | Sureste: Monforte de Lemos |

### Orografía
La altitud media es de 600 metros sobre el nivel del mar, si bien como ya se ha mencionado esta disminuye considerablemente y de forma muy abrupta en toda la zona de la ribera del Miño. 

### Hidrografía
El municipio, que se sitúa en el suroeste de la provincia, es atravesado por el río Miño de norte a sur que forma además su frontera por el norte con el vecino término de Taboada y por el oeste con Chantada, con los que comparte las aguas del embalse de Belesar, navegable en gran parte y que actúa como polo dinamizador de la economía en la zona, conocida con el sobrenombre de Ribeira Sacra. En toda esa zona fronteriza existen desde siempre viñas situadas en terrazas o bancales que conforman las laderas de la ribera del río y que en la actualidad forman parte de la D.O.P. Ribeira Sacra.
Además también cruzan sus tierras los ríos Sardiñeira, Saviñao, Pez, Barrantes y Portiño.

## Historia
En la historia de Saviñao, vemos que las primeras muestras de ocupación que conocemos son la mámoa de Abuíme y los numerosos restos de la cultura castreña, que ponen de manifiesto la humanización temprana de estas tierras del sur de la provincia de Lugo. Durante la cultura castreña, los habitantes de los castros de Saviñao, pertenecieron a la tribu de los Lemavos, citada por Tolomes, y fueron vecinos de los Seurri, habitantes de los actuales municipios de Sarria y Taboada. Durante esta época, Saviñao registró una importante ocupación del territorio.
Entre los siglos I y IV de nuestra era se desarrolló el asentamiento y dominio romano sobre el suroeste lucense, período en el cual podemos datar la construcción de la vía romana quién en tierras de Saviñao concluía en los Codos de Belesar. Se trataba de una vía secundaria dentro del esquema viario romano. Otros restos de la presencia romana provienen de distintos hallazgos encontrados en castros romanizados: cerámica del tipo terra sigillata, monedas, la pieza pétrea de Abuíme o la misma escultura de Mourelos. Con el derrumbe del Imperio romano a finales del siglo IV se va a iniciar una etapa que servirá de transición hasta la Edad Media.
De esta etapa apenas quedan una serie de topónimos como Sixiriz, Arxeriz, Meitriz, Alperiz o Reiriz, entre otros. Será en el siglo VI, al calor de la labor de Martín de Dumio, gran impulsor del monacato, cuando encontremos referencias explícitas de la Ribeira Sacra.

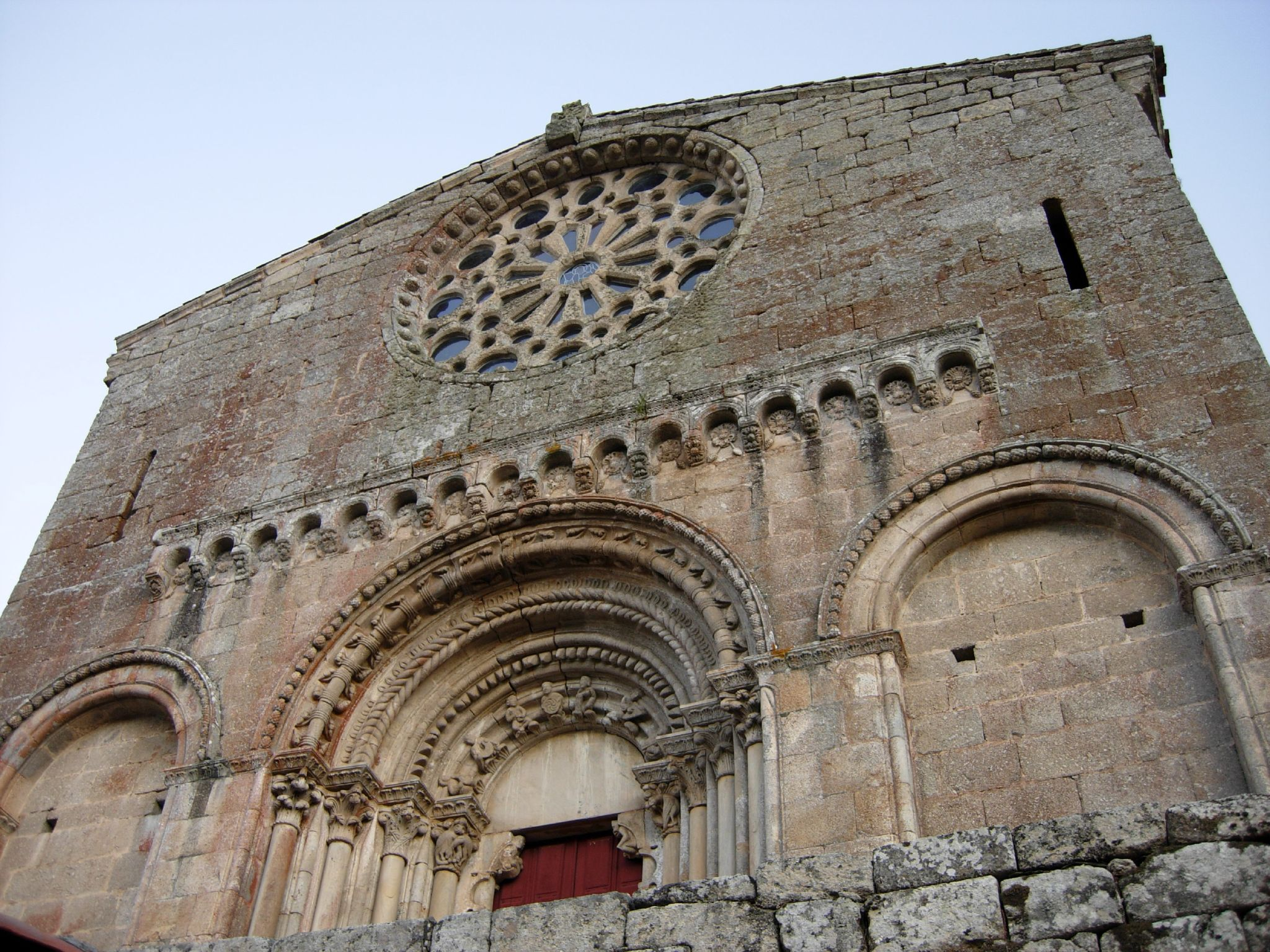
Fachada románica de la iglesia del antiguo monasterio de Santo Estevo de Ribas de Miño.

Entre los siglos VI y VII, hay que encuadrar la creación de los primeros cenobios en tierras de Saviñao, pues aunque no hay una documentación específica, si existen documentos que hablan de fundaciones y donaciones a partir del siglo X, lo cual hace suponer que existían, siendo ejemplos de ellos Santo Estevo y San Vitorio de Ribas de Miño. De esta etapa medieval también se conservan una serie de sarcófagos (Louredo y Piñeiró), restos residuales de lo que fueron las tumbas de personajes importantes en el contexto sociopolítico de Saviñao.

## Geografía humana

### Organización territorial
El municipio está formado por trescientos doce entidades de población distribuidas en veintinueve parroquias:
- Abuíme (San Xoán)
- Acova[8]
- Broza[8]
- Chave (San Saturnino)[7][10]
- Diomondi (San Pelaxio)[7][11]
- Fión (San Lorenzo)[12]
- Freán (Santa Cecilia)
- Iglesiafeita[8]
- Laxe[8] (San Fiz)[7][13]
- Licín (Santa Eulalia)[7][14][15]
- Louredo (Santiago)
- Marrube (Santa María)
- Mourelos (San Xulián)
- Ousende (Santa María)
- Piñeiro (San Saturnino)[7][16]
- Rebordaos (Santa Eulalia)[7][17][15]
- Reiriz (Santa María)
- Ribas de Miño[15] (San Esteban)[7][8][18]
- Rosende (Santa Mariña)
- San Victorio de Ribas de Miño[7][18]
- Segán (Santa María)
- Seteventos (Santa María)
- Sobreda (San Xoán)
- Vilatán (San Xoán)
- Vilelos (San Martiño)
- Villacaíz[8]
- Villaesteva[8]
- Villasante[8]
- Xuvencos (Santiago)

### Demografía
Cuenta con una población de 3488 habitantes (INE 2024).
| Gráfica de evolución demográfica de O Saviñao entre 1842 y 2021 |
| |
| Población de derecho según los censos de población del INE. Población de hecho según los censos de población del INE.En estos censos se denominaba Saviñao: 1842, 1857, 1860, 1877, 1887, 1897, 1900, 1910, 1920, 1930, 1940, 1950, 1960, 1970 y 1981. |

La población es regresiva, con crecimiento natural negativo y con una estructura por edades muy envejecida.
La población se encuentra muy diseminada en las 29 parroquias que forman el municipio, que aglutinan un total de 312 entidades de población. La capital municipal, la villa de Escairón, concentraba en 2022 el 24% de la población total del municipio, con 860 habitantes de un total de 3.547.

### Transportes
La principal carretera de acceso al municipio es el corredor CG-2.1 que une Monforte de Lemos con Escairón y que continúa hacia Chantada bajo la denominación de LU-533. En paralelo a estas carreteras existe la antigua LU-617, que une Monforte de Lemos con Belesar, pasando por el centro de Escairón.
Por el norte del municipio la principal vía de comunicación es la LU-617 que cruza de oeste a este y une Taboada con Rubián, pasando por Currelos. El resto del municipio se vertebra con varias carreteras provinciales, como la LU-P-4102 que une Escairón con Currelos y la LU-P-4112 que une Escairón con el vecino municipio de Pantón.

### Economía
La principal actividad económica es la agricultura y la ganadería; estos sectores en el pasado fueron casi exclusivos, prevalece el cultivo de productos de huerta. Se comercializan las crías de ganado vacuno, ovino, cerdo y todos los productos derivados de la leche. Los trabajadores agrarios por cuenta ajena realizan actividades en la lucha contra incendios, repoblación forestal, etc. tareas muy importantes en la zona para el cuidado del medio ambiente y por la oferta de empleos para trabajadores no cualificados.
En el aspecto comercial destacan las ferias que se celebran mensualmente, en Escairón los días 8 y 19, y en Currelos el día 26.
La hostelería es otra actividad en auge, debido a la aceptación creciente del turismo rural y la promoción que se está haciendo de la zona por su belleza natural. Se ha producido pero un declive en la actividad turística desde mediados del 2007, con un importante descenso de las reservas. Estas se han centrado prácticamente en veranos y fechas señaladas.
La albañilería es también otra actividad en auge, especialmente por la rehabilitación y construcción de viviendas.
Las pensiones son una de las principales fuentes de ingresos debido al elevado número de personas de la tercera edad, unido al número de pensionistas por otros conceptos distintos a los de la jubilación como pueden ser las pensiones de invalidez, las jubilaciones anticipadas.
La renta familiar por habitante se encuentra entre 7.800 y 8.275 €, que proceden de los ingresos de actividades agrícolas y de las pensiones de jubilación.
El ayuntamiento tiene una extensión de 197 km², a la cual corresponden a una densidad de población de 25 habitantes por kilómetro cuadrado. Los servicios principales están situados en mayor número en Escairón (gasolinera, escuela,centro de salud, farmacias, supermercados), y en menor en Currelos (farmacia, supermercados, escuela y consultorio médico).
En cuanto al nivel de estudios, el mayor porcentaje se registra en el nivel de estudios primarios.

## Administración y política
| Elecciones municipales |      |      |      |      |      |      |      |      |
| Partido                | 1995 | 1999 | 2003 | 2007 | 2011 | 2015 | 2019 | 2023 |
| PPdeG                  | 8    | 8    | 7    | 6    | 7    | 6    | 6    | 8    |
| PSdeG-PSOE             | 3    | 3    | 3    | 4    | 4    | 4    | 5    | 3    |
| BNG                    | 2    | 2    | 1    | 1    | 0    | 1    | 0    | 0    |
| Total                  | 13   | 13   | 11   | 11   | 11   | 11   | 11   | 11   |

## Servicios públicos

### Educación
Saviñao cuenta con un centro público integrado, el CIP Dr. López Suárez, en Escairón, y un colegio de Educación infantil y primaria en Currelos, gestionados por la Consejería de Educación, Cultura y Ordenación Universitaria de la Junta de Galicia. 

### Sanidad
En sanidad pública, O Saviñao cuenta con un centro de salud ubicado en Escairón y un consultorio en Currelos, gestionados por el Servicio Gallego de Salud (SERGAS). En sanidad privada, el municipio cuenta con dos clínicas dentales, servicio de fisioterapia a domicilio y tres farmacias (dos en Escairón y una en Currelos).

## Patrimonio
El término municipal de Saviñao posee un abundante y valioso patrimonio. En arqueología cabe destacar el Anta de Abuíme o campo de Mámoas de Abuíme; situado en una llanura de la parroquia de Saviñao a unos cuatro kilómetros de Escairón, de él se conservan gran parte de ellos.

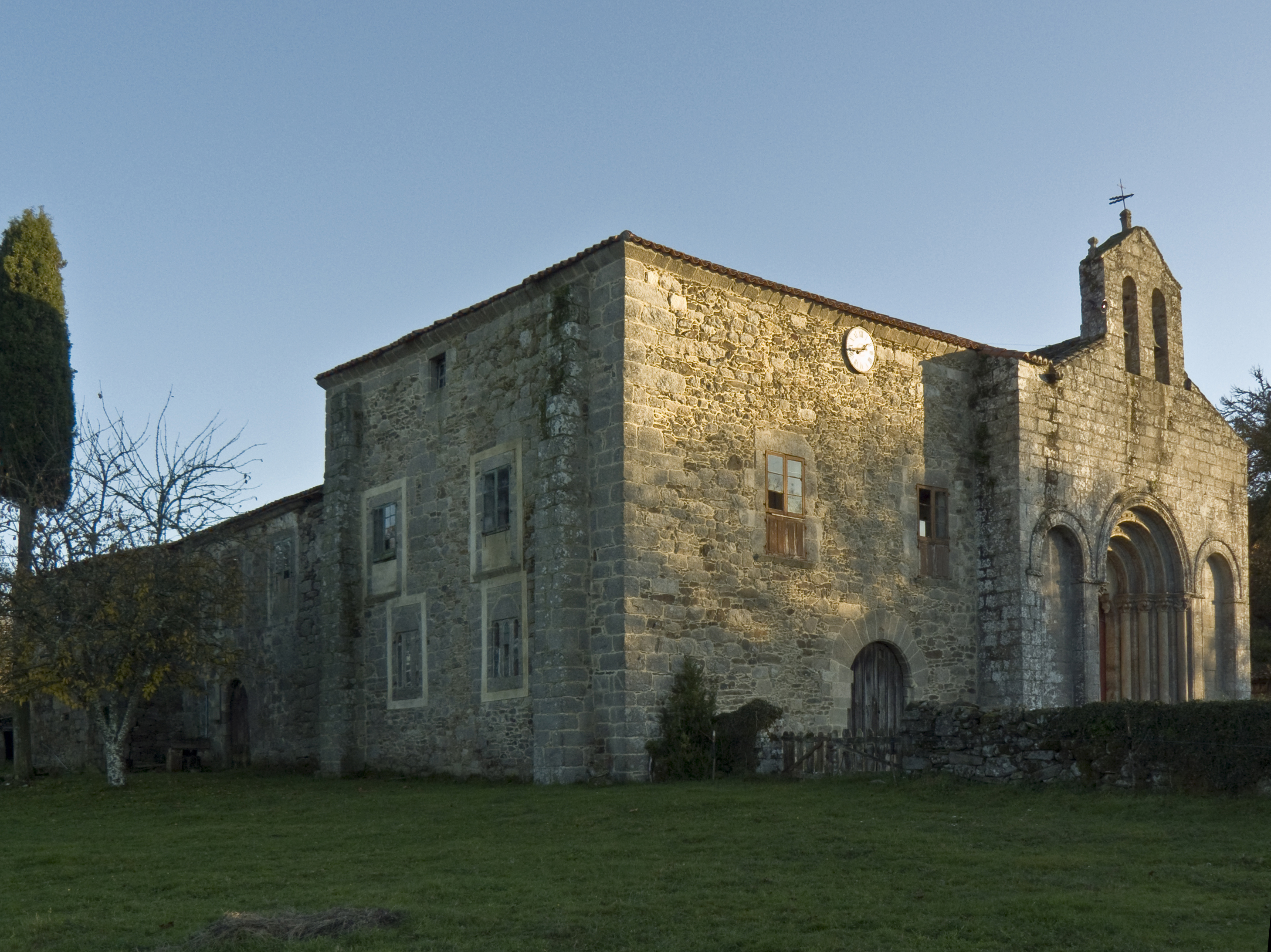
Iglesia del antiguo monasterio de San Paio de Diomondi.

Existen numerosos castros en este municipio: se contabilizan unos veintisiete (Castro de Abuíme, Castro da Torre en Freán, Castro de Illón en Licín, Castro da Portela en Diomondi, Castro de Mourelos, Castro da Besta en Vilelos, Castro de Vilacaíz, etc.). Destacan el de Vilacaíz y el de Abuíme por su fácil visibilidad.
En arquitectura civil existen distintas muestras entre las que podemos resaltar:
- El pazo de Vilelos, de planta en L, con una capilla de unos cien metros cuadrados y flanqueada por los escudos de los Ulloa, que regentaron este pazo durante varias generaciones; sus fundadores fueron don Juan González de Ulloa y doña Catalina López de Sober.

- El pazo de Arxeriz que fue propiedad de Juan López Suárez (Xan de Forcados), su primer fundador fue Gonzalo Raxo, caballero de la Orden de Santiago a mediados del siglo XVI. Tiene planta cuadrada y destacan sus dos blasones situados en la fachada norte del pazo; posee numerosas dependencias anejas que fueron restauradas recientemente.

- Pazo das Cortes, situado enfrente de la iglesia románica de San Paio de Diomondi, tiene planta en U y adosada una capilla dedicada a Nuestra Señora de la Asunción. Al lado de la portada tiene los escudos de los Somoza, del siglo XVIII.

- Casa da Abadía de Santo Estevo de Ribas de Miño, está rodeada por un muro de piedra y se accede por un portalón con arco de medio punto, tiene planta rectangular y una capilla exterior de pequeñas dimensiones.

Además de estos pazos podemos citar: el pazo de Lamaquebrada en Fión, el pazo de Casadonas en Licín, el pazo de Fragua en Louredo, la Casa Grande de Mosiños, el pazo de Torno en Mourelos, la casa grande de Eirexe en Mourelos, la casa en ruinas de Pena De Quil también en Mourelos, etc. y más casas que forman parte del patrimonio de O Saviñao.
El único edificio que podemos considerar de arquitectura militar en Saviñao es la Torre de A Candaira en Rebordaos, es del siglo XII, con planta cuadrada de 9,81 por 9,94 metros; consta de cuatro plantas, en la última están las almenas. Fue propietario de la torre don Francisco de Garza de Quiroga Taboada y Álvarez de Castro, señor de Tor. En la actualidad es su propietario un descendiente suyo Don Álvaro Taboada de Zúñiga y Romero.

## Festividades, ferias y mercados

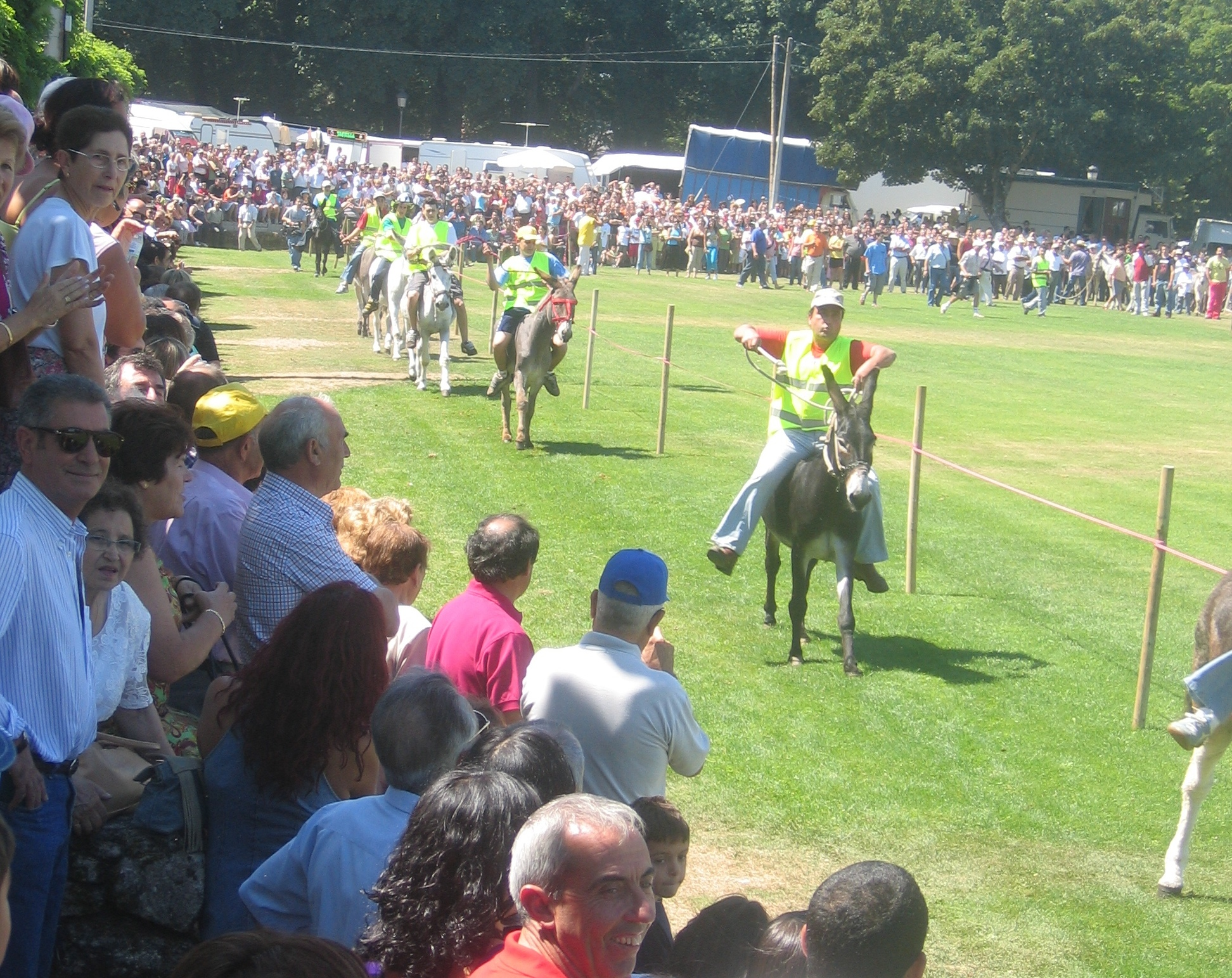
Carrera de burros (Escairón 2006).

La feria de Escairón transcurre los días 8 y 19 de cada mes y en Currelos es el 26 de cada mes. 
En la primera semana del mes de agosto se celebran cada año las fiestas patronales de Escairón en honor a la Virgen de los Dolores. Estas fiestas duran aproximadamente cinco días y en ellas cada vigilia se celebran conciertos en la plaza mayor y en el campo de fútbol. También durante las fiestas hay atracciones de feria y juegos para los niños. Además de esto una mañana se dedica a competiciones deportivas: maratón, carrera de sacos y carrera de «bicicleta lenta». 
Pero sobre todo se caracterizan por la carrera de burros que se celebra la mañana del último día de fiesta. Es una carrera de burros que montan sus respectivos jinetes en la que se dan vueltas al campo de fútbol viejo y que acoge a un gran número de público, habiendo premio para el ganador y el segundo y tercer puestos. A continuación se realiza la tradicional competición del tiro de cuerda por parroquias.

## Deporte
El municipio cuenta con un equipo de fútbol, el Club Atlético Escairón, fundado en 1981 y que juega en la Preferente Galicia.